# Catholicisme au Koweït

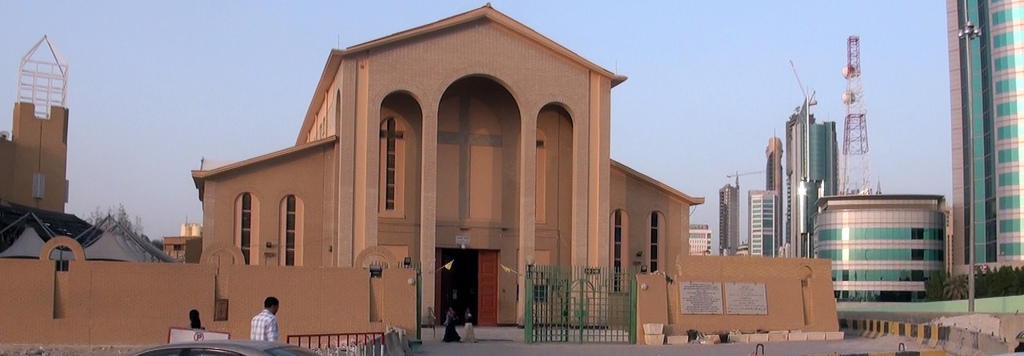
Cathédrale Sainte-Famille, Koweït.

L'Église catholique  du Koweït est une minorité dans un pays islamique. 
L'origine de l'église catholique au Koweït remonte à 1945, quand des Carmélites ont établi une mission. La mission compta jusqu'à 700 croyants en 1948.
Le 29 juin 1953 le Koweït est séparé du Vicariat apostolique d'Arabie dont le siège était à Aden. Le 2 décembre 1954 le Koweït devient un vicariat avec un évêque. En 2011, ce vicariat devient vicariat apostolique d'Arabie septentrionale avec juridiction, en plus du Koweït, sur l'Arabie saoudite, le Qatar et Bahreïn.
Actuellement le vicariat apostolique compte au Koweït environ 154 000 catholiques de diverses nationalités, ce qui représente 6,2 % de la population. Six paroisses existent. 

## Source
- (it) Cet article est partiellement ou en totalité issu de l’article de Wikipédia en italien intitulé « Chiesa cattolica in Kuwait » (voir la liste des auteurs).